# ألدو أيالا
ألدو أيالا (بالإسبانية: Aldo Ayala)‏ هو لاعب هوكي الحقل أرجنتيني، ولد في 10 نوفمبر 1958.

## وصلات خارجية
- ألدو أيالا على موقع أوليمبيديا (الإنجليزية)